# Geografisk pol
En geografisk pol är de två punkter på en planet, dvärgplanet eller naturlig satellit där dess yta möter rotationsaxeln. Jorden har nordpolen och sydpolen.
Andra planeter och naturliga satelliter i Solsystemet har intressanta egenskaper i sina polarregioner. Jordens måne tros ha stora mängder is i kratrar, i dess polarregioner, kratrar som aldrig nås av direkt solljus. Mars, liksom Jorden, har polaris, men till skillnad från Jorden består denna is till största delen av koldioxid. På Uranus, leder planetens extrema lutning till den unika situationen, att dess poler växelvis är riktade rakt mot solen under det Uranska året.

### Fotnoter
1. ↑  Paul Rincon (2 mars 2010). ”Ice deposits found at Moon's pole”. BBC. http://news.bbc.co.uk/2/hi/science/nature/8544635.stm. Läst 4 november 2015.